# Kellerovka

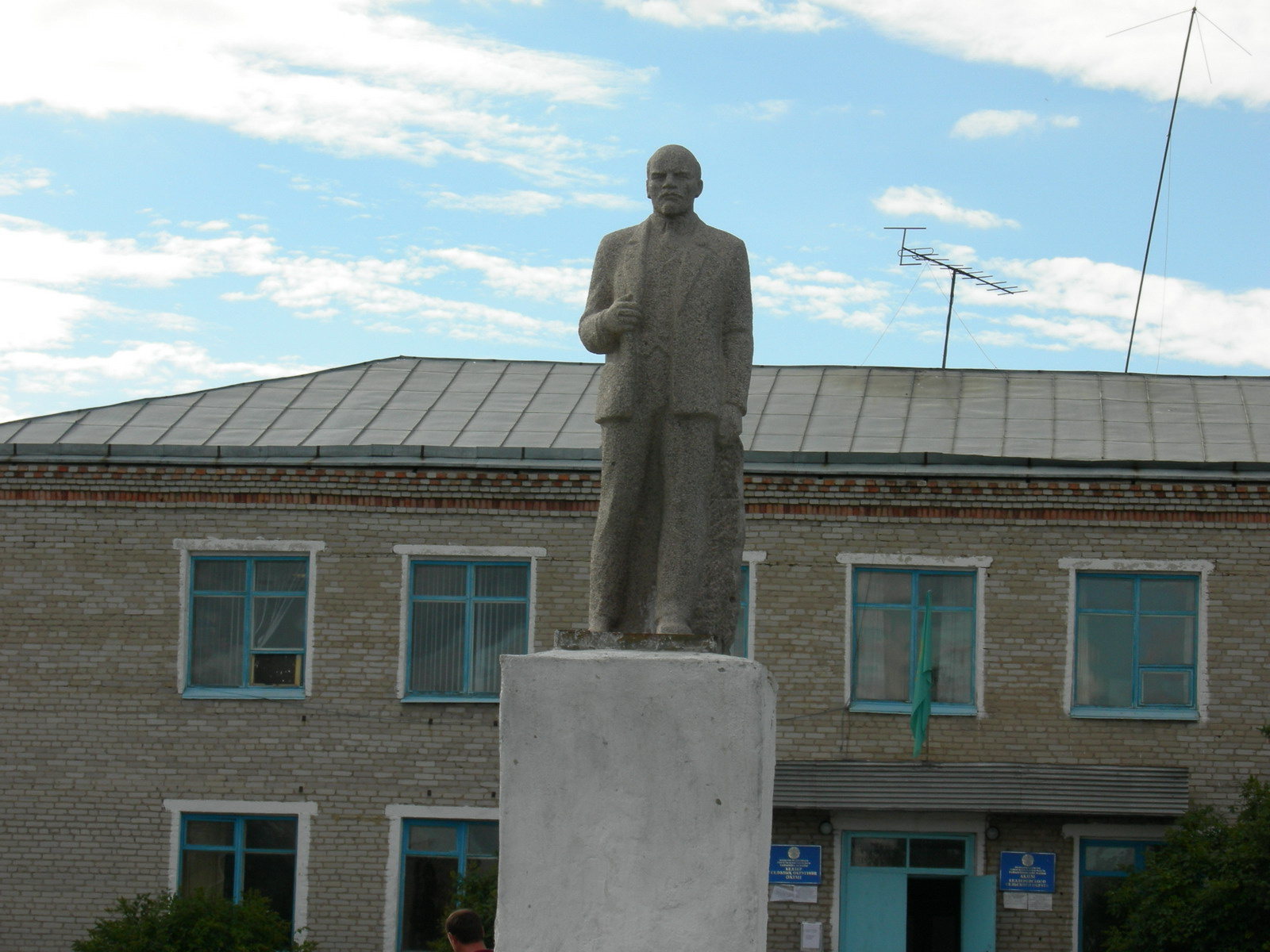
La place de la mairie avec la statue de Lénine.

Kellerovka (Келлеровка) est un village situé au Kazakhstan-Septentrional dans le raïon de Taïyncha. C'est le siège de l'arrondissement rural de Kellerovka.

## Géographie
Kellerovka se trouve dans un paysage de steppe à 35 kilomètres de Taïyncha et à 120 kilomètres du chef-lieu de l'oblast, Petropavlovsk. Il est situé sur une route nationale avec trajets d'autocars reliant l'endroit à la Russie, la Pologne et l'Allemagne. Le climat est rigoureusement continental avec des températures pouvant atteindre -40° en janvier et +43° en juillet.
L'arrondissement rural de Kellerovka comprend les villages de Kellerovka, Bogatyrovka, Krementchoug et Lipovka, pour 3 432 habitants en 2009.

## Histoire

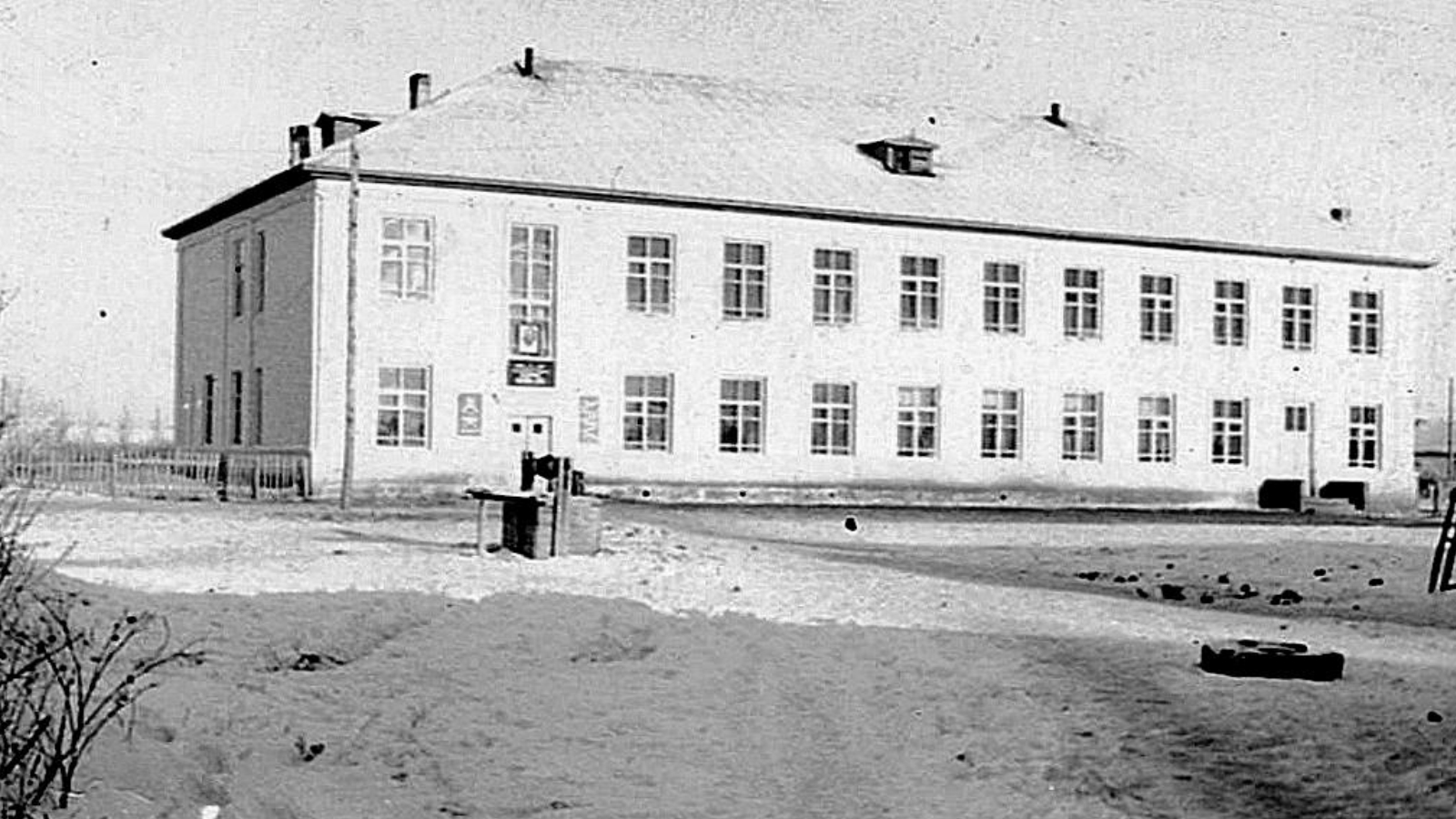
L'école moyenne dans les années 1960.

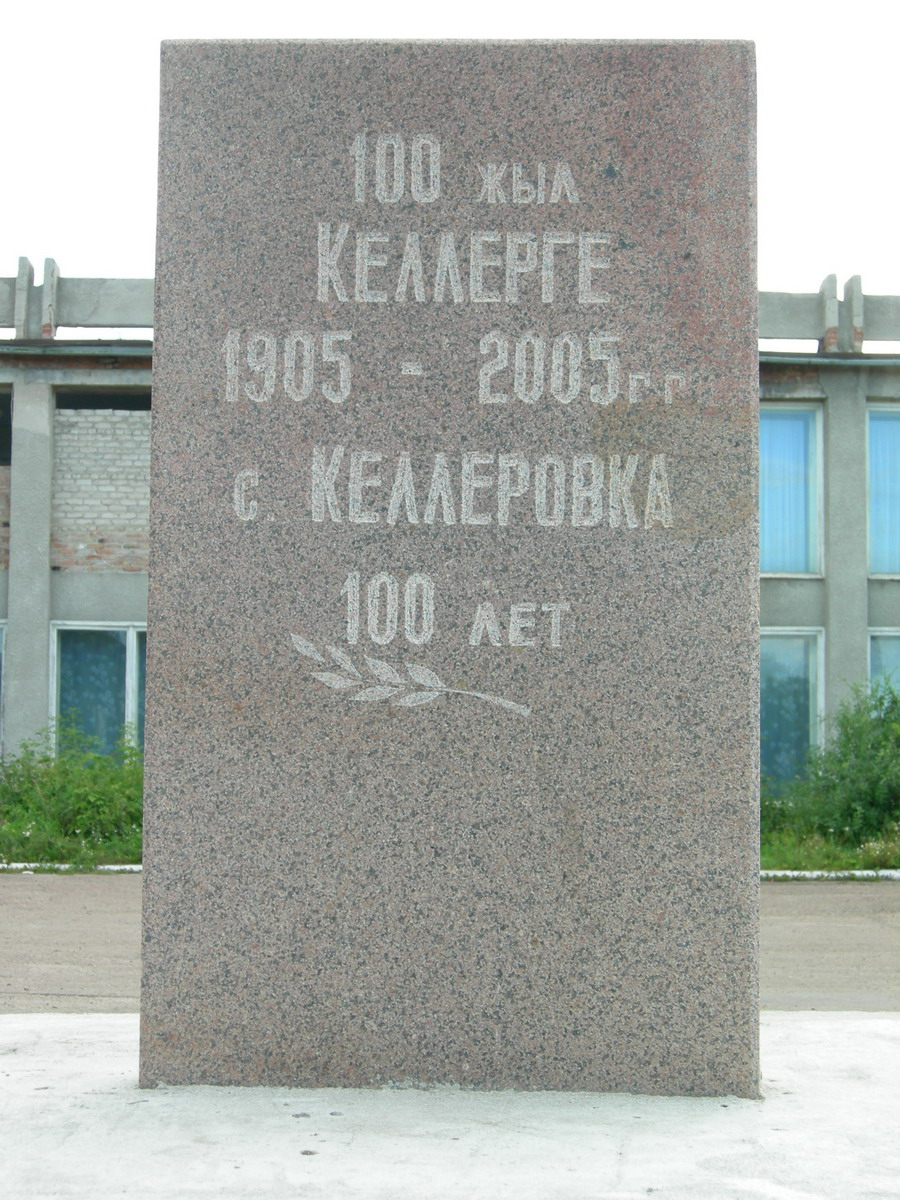
Mémorial pour les cent ans du bourg de Kellerovka.

L'histoire de Kellerovka commence en 1905, lorsque les autorités impériales permettent aux paysans d'obtenir de nouvelles terres. Des villages, colonisés à la fin du XVIIIe siècle par des paysans allemands venus à l'appel de Catherine II en Crimée et le long de la Volga, envoient par familles entières de nouveaux colons pour défricher de nouvelles terres. Beaucoup d'installent dans le nord du Kazakhstan actuel. La route Petropavlovsk-Chtchoutchinsk existe déjà à cette époque.
À l'endroit où se trouve aujourd'hui Kellerovka, il y avait un relais de poste sur la route où les voyageurs pouvaient se reposer et changer de cheval. Mais le plus important, c'était aussi la présence d'un puits avec à côté un bosquet de bouleaux. C'est ainsi que des familles d'Allemands de Crimée se voient attribuer en 1905 la permission de cultiver ici des parcelles. Ils arrivent directement à l'automne par la gare de Petropavlovsk. Ils baptisent leur village du nom de la famille fondatrice à l'origine du projet, la famille du paysan Keller. Ils se mettent à l'ouvrage tout de suite bâtissant leur maison de terre et de rondins et cultivant la steppe. Les premières familles d'arrivants sont catholiques et s'installent le long d'une longue rue qu'ils construisent (aujourd'hui la rue Lénine). Quelques années plus tard, ils érigent sur la place du village une petite église placée sous le vocable de saint François d'Assise. Plus tard, d'autres arrivants, cette fois-ci protestants venus de la Volga, s'installent le long d'une autre rue (aujourd'hui la rue Gagarine). Comme ces hommes de culte évangélique portaient de longues barbes, les catholiques les appelaient les Langharige.
La première école paroissiale commence son enseignement à partir de 1920 et l'enseignement se fait uniquement en allemand jusqu'en 1936. Entretemps le village est organisé en kolkhoze et l'église Saint-François transformée en entrepôt. Elle sera démolie après la guerre.
La ligne de chemin de fer Petropavlovsk-Borovoïé est prolongée en 1927 (265 km), ce qui permet un meilleur approvisionnement et le développement de Kellerovka et des environs. En 1936, l'histoire du village change radicalement avec l'arrivée de déportés de RSS d'Ukraine. Ils appartiennent à la minorité polonaise et à la minorité allemande que les autorités ukrainiennes veulent expulser de leur région frontalière avec la Pologne (qui connaît un changement de régime en 1935) avec l'accord de Staline. Le premier convoi de déportés arrive à la gare de Taïyncha le 3 juin 1936. En vingt-et-un jours, ce sont quarante convois qui arrivent avec pour chacun de 600 à 900 personnes. D'autres arrivent jusqu'aux derniers jours de l'automne. Le dernier train arrive au début de l'année 1937. Un certain nombre de personnes meurent en route. Des logements sont bâtis à la hâte, ainsi que des écoles et des étables pour le bétail. Les déportés sont placés en régime de relégation afin qu'ils ne prennent pas la fuite. Viennent s'ajouter à eux en 1937 des Coréens déportés des confins de l'Extrême-Orient. Plus tard, ils recevront la permission de s'installer dans le sud du Kazakhstan.
En 1938, avec l'inorganisation et la collectivisation forcée, une famine s'abat sur la région et un grand nombre de personnes, dont une majorité d'enfants, meurent.
En 1941, c'est encore au tour des Allemands de la Volga d'arriver. Ils sont déclarés ennemis du Peuple, à cause de l'invasion de la Wehrmacht en Russie. En 1943, c'est au tour des Tchétchènes et des Ingouches d'être déportés selon l'accusation collective du régime stalinien de collaboration de ces peuples avec le Troisième Reich. Kellerovka est requis comme lieu de relégation pour un certain nombre de familles ingouches. Beaucoup meurent de froid dès le premier hiver.
Le raïon de Kellerovka est supprimé le 2 janvier 1963 et intégré au raïon de Krasnoarmeïsk dépendant de l'oblast de Kokchetav. Le bourg de Kellerovka redevient siège administratif de raïon en 1969. La situation économique s'améliore. De nouveaux logements sont construits et l'agriculture se porte mieux. Les années 1980 sont les plus prospères pour le raïon de Kellerovka. Il atteint plus de 5 000 habitants (avec les villages de Rozovka et Bogatyrovka). L'école moyenne accueille 1 200 élèves de tous les environs.
La dislocation de l'URSS et l'indépendance du nouveau Kazakhstan, le 16 décembre 1991, ouvrent une période d'écroulement social et économique. De nombreuses familles émigrent, comme celles des descendants d'Allemands (devenues russophones) qui obtiennent la possibilité de s'installer et de trouver du travail en Allemagne. D'autres familles russophones partent pour la Russie ou la Pologne. L'exode rural s'accentue à cause de l'écroulement des infrastructures socio-économiques. La natalité chute le chômage et la mortalité augmentent, l'alcoolisme et d'autres fléaux sociaux s'ancrent encore plus fortement dans la région. Cette période dure une dizaine d'années.
Kellerovka perd son statut de siège de raïon en 1997 et entre dans celui de Taïyncha. La démographie est en baisse, la population des personnes âgées est paupérisée et le niveau de vie du village s'il est meilleur que dans les années 1990, n'atteint pas celui des villes plus prospères du pays.

## Population
La population du village même de Kellerovka était de 3 356 habitants en 1999 et de 2 663 habitants en 2009.

## Infrastructures et commerces
Il existe deux écoles à Kellerovka, deux bibliothèques, une vingtaine de petits commerces, un magasin en gros, un centre commercial, un atelier de réparation automobile et une station essence, une autre station-service, trois pharmacies, quatre cafés, deux salons de coiffure, un office notarial, un centre de médecine d'urgence, un dispensaire, etc.

## Culte
Le village a reconstruit une église paroissiale catholique toujours vouée à saint François d'Assise. Elle dépend de l'archidiocèse d'Astana. Une poignée de fidèles ont pu maintenir la foi catholique en cachette pendant soixante ans, avec des visites régulières de prêtres soviétiques polonais. Ils obtiennent en 1984 la permission des autorités communistes de construire une petite église sans qu'aucun signe religieux ne soit visible de l'extérieur et que la jeunesse n'y soit pas admise. Le prêtre qui doit célébrer ne doit rester que quelques heures et obtenir un permis spécial de visite.
Après l'écroulement du régime communiste, et l'indépendance du pays, la communauté paroissiale accueille désormais un curé à demeure (depuis 2007 un prêtre de Pologne). Celui-ci a aussi la responsabilité d'une chapelle et de onze points de réunion ou lieux de prière dans des maisons ou appartements privés dans un rayon d'une trentaine de kilomètres. L'église a été agrandie et un clocher la surplombe grâce à des dons d'associations en Allemagne et en Pologne. La paroisse est aidée par les Servantes de l'Immaculée Conception qui aident au catéchisme et aux soins des personnes malades.

## Source
- (ru) Cet article est partiellement ou en totalité issu de l’article de Wikipédia en russe intitulé « Келлеровка » (voir la liste des auteurs).